# コンチネンタル O-300

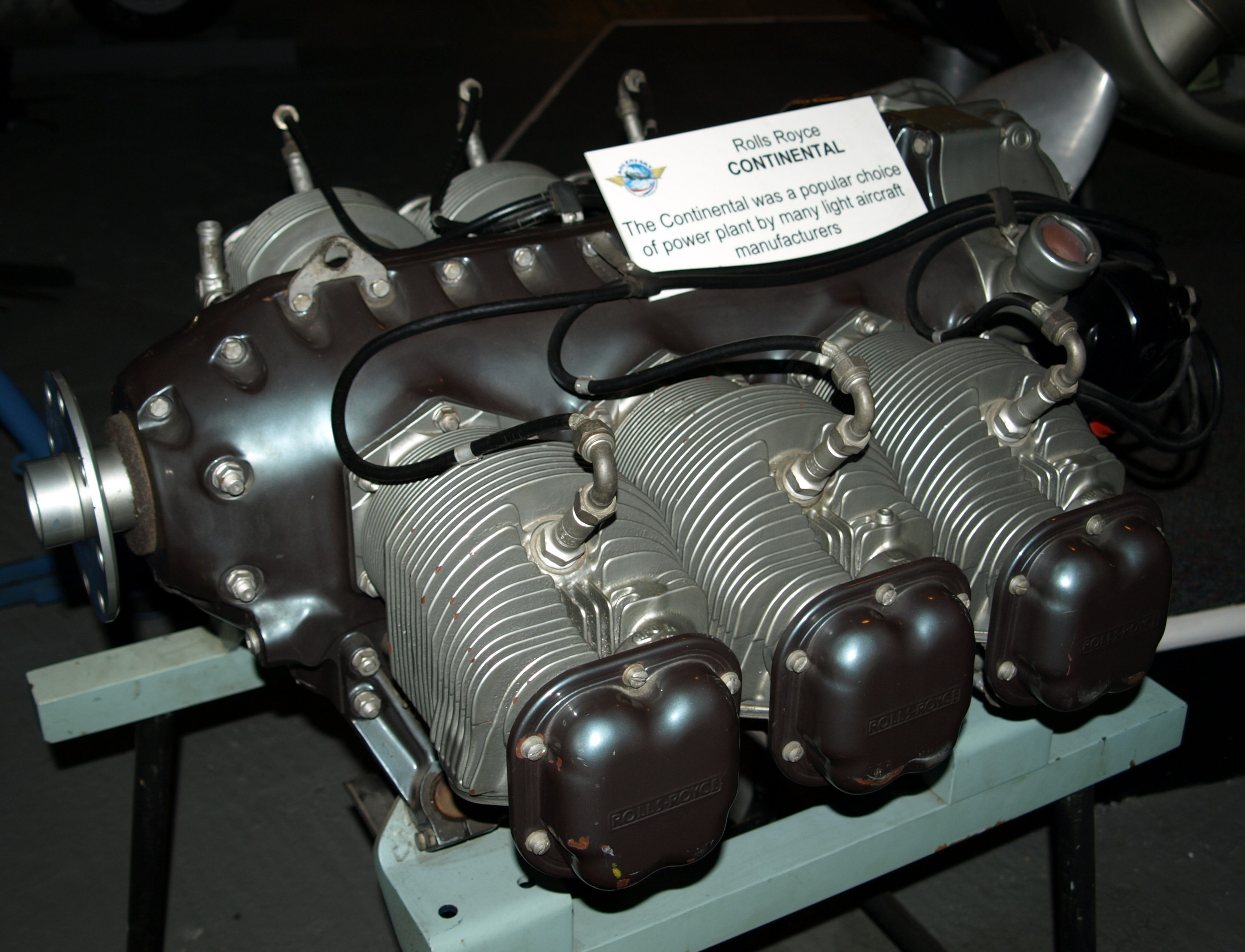
イギリス、ソレント・スカイミュージアムに展示されている、ロールスロイス製コンチネンタル O-300

コンチネンタル O-300及びC-145は、かつてテレダイン・コンチネンタル・モータースが、製造した航空用空冷水平対向6気筒エンジンのファミリーである。
1947年に最初の一基が製造されてから2004年まで製造が行われていた。1960年代にはロールス・ロイスがイギリスでライセンス生産を行っていたこともある。

## 開発
当初、このエンジンはC-145の名で製造されていた。C-145はC-125エンジン（125 hp/93 kW）を基に開発された。両者は共通のクランクケースを使っているが、C-145はピストンストロークを延長し圧縮比を高めて出力を20 hp/15 kW増強している。
O-300はC-145を近代化させたもので、重量、外寸法、ボア、ストローク、圧縮比、排気量、出力を同一としている。

### GO-300
O-300の派生型のうち、減速ギアボックスを付加したものがGO-300である。これによりクランク軸回転数3,200 rpmが減速ギアを経てプロペラ軸回転数2,400 rpmと減速されている。GO-300の出力は175 hp/130 kWとなり、O-300の出力145 hp/108 kWから大幅に強化されている。
ただしGO-300はオーバーホール間隔（TBO）が1,200時間であり、O-300の1,800時間に対して周期が短くなっている。GO-300は、パイロットが取り扱いを間違えたり、低すぎる回転数で運用したりしたため、信頼性が低かった。これが原因で、このエンジンを搭載したセスナ175は、不評であった。今日でも多くのセスナ175が飛行しているが、プロペラを直接駆動する大きなエンジンに積み替えられている。

## 派生型
- C-145系列：6気筒、145hp(108kW)、プロペラ直結エンジン[1]。
  - C-145-2
  - C-145-2H
  - C-142-2HP
- O-300系列：C-145の近代化型、145hp(108kW)、プロペラ直結エンジン[1]。
  - O-300-A
  - O-300-B
  - O-300-C
  - O-300-D
  - O-300-E
- GO-300系列：O-300に減速ギアボックスを付けたエンジン、175hp(130kW)/3200rpmクランク軸・2400rpmプロペラ軸[1]。
  - GO-300-A
  - GO-300-B
  - GO-300-C
  - GO-300-D
  - GO-300-E
  - GO-300-F
- ボイジャー300：O-300のシリンダーとシリンダーヘッドをウォータージャケット付のものと交換しを液冷化させ、加えて燃料噴射式にしたもの、170hp(127kW)/2700rpm
- ロールスロイスO-300：イギリスにおけるライセンス生産品

## 搭載機

### O-300
- アエランカ・セダン
- バウマン・ブリゲイディア
- セスナ 160(未成機)[3]
- セスナ 170
- セスナ 172
- T-41A メスカレロ
- マウレ M-4
- マイヤーズ MAC-145
- テイラークラフト 15
- テムコ T-35A バッカルー
- グロープ スイフト

### GO-300
- セスナ 175（英語版）
- セスナ 172D パワーマチック
- グッドイヤー GZ-19/A

### ボイジャー300
- アレクセーエフ・ストリージ

## 要目（O-300）
諸元
- 形式：空冷水平対向6気筒
- ボア：4.0625 in (103.2 mm)
- ストローク：3.875 in (98.4 mm)
- 排気量：301.4 in³ (4.94 L)
- 長さ：39.75 in (101.0 cm)
- 幅：31.5 in (80.0 cm)
- 高さ：23.25 in (59.0 cm)
- 乾燥重量：268　lbs (121.5 kg)dry、但しスターター及び発電機除く

性能
- 出力：145 hp(108 kW)/2,700 rpm
- 排気量対出力比：0.58 hp/in³ (26.5 kW/L)
- 圧縮比：7.0：1
- 単位重量当たり最高出力：0.54　hp/lb (0.89 kW/kg)

## 参照
1. 1 2 3 4 5 6 7  Christy, Joe: Engines for Homebuilt Aircraft & Ultralights, pages 60-63. TAB Books, 1983. ISBN 0-8306-2347-7
2. ↑  Scott Perdue, Photography by James Lawrence (2004年5月1日). “A Lark That Won’t Quit. An addiction to flying leads a pilot to a Cessna 175.”.   Plane & Pilot Magazine. 2018年7月28日時点のオリジナルよりアーカイブ。2022年12月17日閲覧。
3. ↑  Murphy, Daryl (2006). "The Cessnas that got away". Retrieved 2008-12-22.